# Huta Jerzy w Siemianowicach Śląskich
Huta Jerzy w Siemianowicach Śląskich (niem. Georgshütte) – nieistniejąca huta cynku w Siemianowicach Śląskich, jedna z najstarszych hut cynku na Śląsku.

## Historia
Zaprojektowana w 1815 roku, rozpoczęła działalność w 1818 roku. Właścicielem była firma Georg von Giesches Erben. Już w pierwszym roku działalności produkcja huty wyniosła ponad 2,5 tysiąca cetnarów cynku. W ciągu kolejnych lat huta szybko rozwijała się i stała się głównym zakładem produkcji cynku w firmie Georg von Giesches Erben. Cztery lata po powstaniu huta dysponowała już 16 piecami destylacyjnymi po 8 mufli w każdym. Zakład zawiesił działalność w 1829 roku. Produkcja została wznowiona w 1842 roku. Wtedy już właścicielami huty byli: wrocławski kupiec Schreiber i posiadacz ziemski z Ornontowic Schneider. Niedługo potem (1846) hutę kupił hrabia Hugo Henckel von Donnesmarck. W połowie XIX wieku huta posiadała 56 pieców i zatrudniała ponad 300 pracowników, w latach 60. XIX wieku działało w niej już 56 pieców muflowych. Produkcja osiągnęła 2,2 tys. ton cynku rocznie i ponad 13 tys. ton galmanu Węgiel do huty dostarczały kopalnie funkcjonujące w pobliżu, m.in. kopalnia Laurahüttengrubbe (kopalnia Laura).
Zabudowania i wyposażenie huty zostały w 1885 roku zniszczone wskutek osiadania gruntu z powodu szkód górniczych. Wtedy przerwano produkcję, rok później (1886) hutę całkowicie zlikwidowano.

## Otoczenie
W pobliżu huty zbudowano osiedle robotnicze, na terenie którego oprócz domów mieszkalnych znajdowały się m.in. dwie szkoły, sklepy, drobne zakłady usługowe. Osada pod potoczną nazwą Georgshuta działała jako samodzielna gmina. Dzisiaj ślady osiedla (pozostałości ogrodów) znajdują się w rejonie ulic Konopnickiej i Plebiscytowej.